# Pača
Pača est un village de Slovaquie situé dans la région de Košice.

## Histoire
La première mention écrite du village date de 1338.
La localité fut annexée par la Hongrie après le premier arbitrage de Vienne le 2 novembre 1938. En 1938, on comptait 736 habitants. Elle faisait partie du district de Rožňava (hongrois : Rozsnyói járás). Durant la période 1938 - 1945, le nom hongrois Andrási était d'usage. À la libération, la commune a été réintégrée dans la Tchécoslovaquie reconstituée.

## Démographie

### Évolution de la population
| Année:               | 1994. | 2004.   | 2014.   | 2024.    |
| -------------------- | ----- | ------- | ------- | -------- |
| Nombre de personnes: | 667   | 652     | 600     | 524      |
| Différence:          |       | -2,24 % | -7,97 % | -12,66 % |

| Année:               | 2023. | 2024.   |
| -------------------- | ----- | ------- |
| Nombre de personnes: | 529   | 524     |
| Différence:          |       | -0,94 % |